# Estación de Galapagar-La Navata
Galapagar-La Navata es un apeadero ferroviario situado en el municipio español de Galapagar —concretamente, en la pedanía de La Navata—, dentro de la Comunidad de Madrid. Las instalaciones forman parte de las líneas C-8 y C-10 de Cercanías Madrid, y cuentan además con tráfico de Media Distancia.

## Situación ferroviaria
La estación se encuentra en el punto kilométrico 34,08 de la línea férrea de ancho ibérico que une Madrid con Hendaya, a 898,12 metros de altitud, entre las estaciones de Torrelodones y Villalba. El tramo es de vía doble y está electrificado. 

## Historia
La estación fue inaugurada el 9 de agosto de 1861 con la puesta en marcha del tramo Madrid – El Escorial de la línea radial Imperial (Madrid-Irún). Su explotación inicial quedó a cargo de la Compañía de los Caminos de Hierro del Norte de España quien mantuvo su titularidad hasta que en 1941 fue nacionalizada e integrada en la recién creada RENFE. 
En la década 1980 fue integrada en la red de Cercanías, cambiándose después su nombre de «Galapagar» a «Galapagar-La Navata». Desde el 1 de enero de 2005, con la extinción de la antigua RENFE, Renfe Operadora explota la línea mientras que Adif es la titular de las instalaciones ferroviarias. 

## La estación
Se encuentra ubicada junto a la carretera M-525 al norte de la pedanía de La Navata de Galapagar a 3 km de Galapagar. Aunque la estación conserva el antiguo edificio de piedra construido por la Compañía de los Caminos de Hierro del Norte de España para atender a los viajeros este ha sido cerrado y el recinto funciona como un apeadero. Se compone de dos andenes laterales ligeramente curvados y de dos vías. Una pasarela permite el cambio de andén.

## Servicios ferroviarios

### Regional
Algunos trenes regionales de Renfe unen la localidad con Ávila y Segovia, si bien la frecuencia de estas circulaciones es hoy escasa. 
| Línea | Trenes   | Origen  |  | Destino          |
| ----- | -------- | ------- |  | ---------------- |
| 51    | Regional | Ávila   |  | Madrid-Atocha    |
| 53    | Regional | Segovia |  | Madrid-Chamartín |

### Cercanías
| procedencia/destino                             | < estación | Línea | estación >   | destino/procedencia |
| ----------------------------------------------- | ---------- | ----- | ------------ | ------------------- |
| Cercedilla                                      | Villalba   |       | Torrelodones | Guadalajara         |
| Santa María de la Alameda-PeguerinosEl Escorial | Villalba   |       | Torrelodones | Guadalajara         |
| Villalba                                        | Villalba   |       | Torrelodones | Chamartín           |

La estación forma parte de las líneas C-8 y C-10 de la red de Cercanías Madrid.

## Conexiones

### Autobuses
| Diurnos |                                           |                                                  |                           |
| Línea   | Destino                                   | Parada                                           | Operador                  |
| 632     | Galapagar - El Guijo                      | 06065 Ctra. La Navata - Est. Galapagar La Navata | Avanza Movilidad Integral |
| 634     | Galapagar - Colmenarejo                   | 06065 Ctra. La Navata - Est. Galapagar La Navata | Avanza Movilidad Integral |
| 635     | Galapagar                                 | 06065 Ctra. La Navata - Est. Galapagar La Navata | Avanza Movilidad Integral |
| 632     | Madrid (Moncloa)                          | 06085 Ctra. La Navata - Est. Galapagar La Navata | Avanza Movilidad Integral |
| 635     | Torrelodones (Colonia) / Madrid (Moncloa) | 06085 Ctra. La Navata - Est. Galapagar La Navata | Avanza Movilidad Integral |